# Stefanowy Wierch
Stefanowy Wierch lub Stefan (Štefanov vrch, Štefan, 1540 m) – niewybitne wzniesienie w Stefanowym Dziale w słowackich Tatrach Bielskich. Na mapach zaznaczany jest jako szczyt, w istocie jednak jest to tylko grzbiet. Znajduje się w środkowej części Stefanowego Działu i jest całkowicie porośnięty lasem. Wschodnie stoki opadają do Janowego Żlebu, zachodnie do Zadniego Stefanowego Żlebu, który u jego podnóża zmienia kierunek.
W południowo-zachodnim kierunku do Doliny Zadnich Koperszadów opada ze Stefanowego Wierchu Stefanowy Upłaz (Štefanov uplaz). Obecnie jest on porośnięty lasem, na mapach jednak zaznaczone są na nim polany. Dawniej były to tereny pasterskie górali z Jurgowa. Zaczęły zarastać od 1902 r., gdy tereny te wykupił Christian Hohenlohe, zniósł pasterstwo, ogrodził znaczną część północno-wschodnich Tatr płotem i przeznaczył ją na swój rezerwat myśliwski.